# Menhir von Schatthausen
Der Menhir von Schatthausen (auch Der Lange Stein, Heidensäule, Marktsaul oder Steinerne Saull genannt) ist ein möglicher vorgeschichtlicher Menhir bei Schatthausen, einem Ortsteil von Wiesloch im Rhein-Neckar-Kreis in Baden-Württemberg.

## Lage und Fundgeschichte
Der Stein befindet sich südlich von Schatthausen, oberhalb des sumpfigen Zusammenflusses zweier Bäche. Ursprünglich dürfte er auf einem Grabhügel gestanden haben und wurde später als Grenzstein der Kurpfalz und des Bistums Speyer an seinen heutigen Standort versetzt.

## Beschreibung
Der Menhir besteht aus Rotsandstein. Er ist säulenförmig, hat einen runden Querschnitt, verjüngt sich nach oben und ist vollständig bearbeitet. Auf der Südseite weist er eine Schleifmulde und eine 30 cm lange Wetzrille auf. An seiner Krone ist ein viereckiges Loch eingemeißelt, in das vielleicht ein Kreuz, ein Heiligenbildnis oder eine Gerichts- oder Marktfahne eingelassen war. Der Stein hat eine Höhe von 250 cm und einen Durchmesser von 40 cm am Boden bzw. 25 cm an der Krone. Nach Horst Kirchner dürfte der Stein ursprünglich als Grabstele auf einem hallstattzeitlichen Grabhügel gestanden haben.

## Der Menhir in regionalen Sagen
Nach einer örtlichen Überlieferung hat an dem Stein alljährlich ein Viehmarkt stattgefunden.